# Радослав Грујић
Радослав Грујић (Земун, 29. јун 1878 — Хвар, 25. мај 1955) био је српски историчар, универзитетски професор, академик, православни теолог и свештеник у чину протојереја-ставрофора.

## Биографија
Рођен је у Земуну у учитељској породици од оца Милоша и мајке Милеве рођене Илић.

### Школовање
После завршене гимназије у Земуну, био је ученик богословије у Сремским Карловцима (1899). Студирао је права у Бечу 1908. и филозофију у Загребу 1911. Током студија радио је као помоћник пароха у Земуну, а затим као професор-катихета у гимназији у Бјеловару.
У току Првог светског рата, аустроугарске власти су га ухапшен као велеиздајника (1914), затим ја затворен, а потом дуже време конфиниран. У Загребу је одбранио докторску дисертацију 1919.

### Међуратни период
Године 1919, — 1920. радио је као професор у Београду, а затим је прешао на новоосновани Филозофски факултет у Скопљу, где је предавао националну историју (1920—1937). У периодима 1930 — 1933. и 1935-1937. био је и декан тог факултета. Покренуо је и уређивао Гласник Скопског научног друштва, основао је Музеј Јужне Србије и покренуо је његово гласило. Ангажовање на остваривању тадашње државне политике према Македонији није тенденцијом обојило његове научне радове. У рушевинама манастира Светих архангела у Призрену пронашао је 1927. посмртне остатке цара Душана који се сада налазе у црква Светог Марка у Београду.
Од 1937. године професор је историје Српске Цркве на Богословском факултету у Београду. Дописни члан Српске краљевске академије је од 1939. године. Године 1945. удаљен је са београдског универзитета и лишен националне части. Објавио је преко 270 научних радова од којих се многи односе на општу историју хришћанске Цркве. Познат је његов уџбеник, „Стара и савремена хришћанска Црква”, Београд 1920.
По доласку у Београд, приступио је прикупљању материјала за музејску збирку и евидентирању црквено-уметничких предмета у земљи и иностранству. Протојереји Лазар Мирковић и Радослав Грујић обишли су 1937. године, уз материјалну помоћ Српске православне цркве, Румунију и Мађарску и регистровали најзначајније српске споменике и остале уметничке вредности у тим земљама. Почетком 1940. године, набављене су витрине за излагање музејских експоната, а отварање поставке Музеја предвиђено је за месец октобар 1940. Новонастале предратне прилике омеле су остваривање ове замисли, и јуна месеца исте године све особље Црквеног музеја разрешено је својих дужности. Ово је кратко трајало, јер је већ 1942. године Радослав Грујић поново постављен за управника Музеја и на том положају је остао све до 1948. године када га је наследио Светозар Ст. Душанић (управник Музеја од 1948. до 1990).

### Други светски рат
Током Другог светског рата је радио на збрињавању српских избеглица из ратних подручја и на прикупљању материјала и сведочанстава о геноциду над Србима.
Априла 1942. заједно са кустосом Музеја кнеза Павла, Миодрагом Грбићем, користећи се личним познанством и благонаклоношћу, ратног саветника при Управном штабу за Србију, мајора Јохана Албрехта фон Рајсвица, успели су да обезбеде пренос моштију српских светитеља кнеза Лазара из манастира Бешеново, те оскрнављене мошти цара Уроша из манастира Јазак и деспота Стефана Штиљановића из манастира Шишатовац, у окупирани Београд. Том приликом је констатовано да су биле опљачкане све драгоцености које су се налазиле са моштима.

### Црквено благо нестало током рата
Почетком 1946. године је предложио је највишим црквеним властима да затраже од државних власти да се у Београд пренесе све културно-историјско благо Српске цркве које је у току Другог светског рата однесено из цркава и манастира Српске православне цркве са подручја НДХ. Овај предлог Радослава Грујића прихватио је Свети архијерејски синод и уједно га умолио да сачини елаборат о начину регистровања и враћања однетих црквено-уметничких предмета. Убрзо је и формирана комисија коју су сачињавали представници црквених и државних власти, а која је требало да идентификује све драгоцености које су у току Другог светског рата, у четрдесет вагона, пренете у Загреб.
Наредбом Министарства просвете, од октобра месеца 1945. године, све то уметничко благо требало је да се врати Српској цркви. Међутим, у току рада Комисије издато је накнадно наређење од стране Комитета за културу и уметност при влади ФНР Југославије „да се Српској православној цркви имају предати само културно-историјски и други предмети Српске православне цркве, манастира итд., који су однесени са територије НР Србије и њених области (Војводина), а сада се налазе похрањени у Загребу. Предмети са територије НР Хрватске и даље остају на истом подручју“.
Црквене драгоцености чије је враћање одобрено, допремљене су априла месеца 1946. године, у једанаест вагона, у Београд. Целине које су припадале појединим манастирима и црквама - као иконостаси - враћене су, где је то било могуће, на своја првобитна места, а остали предмети депоновани су у посебне просторије Патријаршије.

### Послератни период
Кажњен је удаљавањем с Београдског универзитета, пресудом од 3. априла 1945. У пресуди се као кључни доказ колаборација с окупатором наводи његов предлог Недићевој влади да организује Одбор за регистровање и опис уништених Српских националних драгоцености за време Другог светског рата.
Лишен је 1. септембра 1945. године српске националне части, јер су његова предавања на Коларчевом универзитету преношена на Радио Београду, тада у служби немачких окупационих власти.
Министарство финансија Србије је, на захтев Министарства просвете Србије, донело маја 1946. године, одлуку о раскидању уговора са Српском православном црквом у вези коришћења Конака кнегиње Љубице, где је био смештен Црквени музеј. Крајем исте године, извршена је примопредаја Конака, а потом и пренос сачуваних музејских предмета у зграду Патријаршије.
Послератне године провео је у великој материјалној оскудици. До краја живота се бавио истраживањем историје цркве у Музеју српске цркве и Патријаршијској библиотеци, али је мало његових радова објављено.
Умро је 1955. током лечења на Хвару.
Сахрањен је на Новом гробљу у Београду. Опело му одржао патријарх српски Вићентије II, уз присуство десет епископа. По личној жељи, посмртни остаци његови и његове супруге су 1992. године пренети у манастир Гргетег 1992.
Јануара 2013. године покренут је поступак за његову рехабилитацију.
Рехабилитован је одлуком Вишег суда у Београду 14. марта 2014. године.
Једна улица на Врачару у Београду носи његово име. Подигнута му је биста у Земуну 2020. године.
У Универзитетској библиотеци „Светозар Марковић” у Београду 8. јуна 2023. је отворена изложба посвећена животу и делу академика Грујића.

## Одабрана дела
- Грујић, Радослав (1906). Како се поступало са српским молбама на двору ћесара австријског последње године живота патријарха Арсенија III. Чарнојевића. Нови Сад: Матица српска.
- Грујић, Радослав (1906). Прилози историји одношаја наших с Румунима у XVIII веку. Сремски Карловци: Српска манастирска штампарија.
- Грујић, Радослав (1906). Прилошци историји срп. банатских манастира у другој половини XVIII-тог века. Сремски Карловци: Српска манастирска штампарија.
- Грујић, Радослав (1908). Пропаст манастира Марче. Загреб: Српска штампарија.
- Грујић, Радослав (1908). Српске школе (од 1718-1739 г.): Прилог културној историји српскога народа. Београд: Задужбина И. М. Коларца.
- Грујић, Радослав (1909). Апологија српскога народа у Хрватској и Славонији и његових главних обележја. Нови Сад.
- Грујић, Радослав (1910). Прота Руварац и црквена историја. Загреб: Српска штампарија.
- Грујић, Радослав (1914). Прилози за историју Србије у доба аустријске окупације (1718—1739). Београд: Државна штампарија Краљевине Србије.
- Грујић, Радослав (1920). Православна српска црква. Београд: Издавачка књижарница Геце Кона.
- Грујић, Радослав (1930). Споменица о Српском православном владичанству пакрачком. Пакрац: Издање свештенства Владичанства пакрачког.
- Грујић, Радослав (1931). Пакрачка епархија: Историско-статистички преглед. Нови Сад.
- Грујић, Радослав (1935). Скопска митрополија: Историски преглед до обновљења Српске патријаршије 1920 г. Скопље.

Радови из часописа и зборника
- Радослав Грујић, Грађа за историју Пакрачког Владичанства, Богословски гласник V / 9, Сремски Карловци 1906, 233-281.
- Радослав Грујић, Грађа за историју Пакрачког Владичанства, Богословски гласник V / 10, Сремски Карловци 1906, 3-24.
- Радослав Грујић, Грађа за историју Пакрачког Владичанства, Богословски гласник VI / 11, Сремски Карловци 1907, 57-67.
- Грујић, Радослав (1913). „Три писма ћесара Леополда I цариградским патријарсима”. Споменик СКА. 51: 13—15.
- Грујић, Радослав (1913). „Прилози за историју Срба у Аустро-Угарској”. Споменик СКА. 51: 16—42.
- Грујић, Радослав (1913). „Седам писама пећског патријарха Василија Бркића”. Споменик СКА. 51: 79—86.
- Грујић, Радослав (1913). „Писма пећских патријараха из другог и трећег деценија XVIII-тог века”. Споменик СКА. 51: 105—134.
- Грујић, Радослав (1926). „Конавли под разним господарима од XII до XV века”. Споменик. 66: 3—122.
- Грујић, Радослав (1927). „Прва српска гимназија у Новом Саду 1731—1775”. Летопис Матице српске. 313: 364—375.
- Грујић, Радослав (1928). „О манастиру Крушедолу под Турцима око 1670 године”. Гласник Историског друштва у Новом Саду. 1: 116—117.
- Грујић, Радослав (1929). „Проблеми историје Карловачке митрополије”. Гласник Историског друштва у Новом Саду. 2: 53—65, 194—204, 365—379.
- Грујић, Радослав (1929). „Тужбе Срба из Хрватске и других крајева са сабора у Београду 1730 на представнике аустриских државних власти”. Гласник Историског друштва у Новом Саду. 2: 408—411.
- Грујић, Радослав (1930). „Борбе с Турцима у Банату 1738 и 1739”. Гласник Историског друштва у Новом Саду. 3: 106—107.
- Грујић, Радослав (1930). „Око сабора у Карловцима 1715”. Гласник Историског друштва у Новом Саду. 3: 463—464.
- Грујић, Радослав (1930). „Из писама Николе Димитријевића, епископа темишварског, 1737, 1738 и 1739 године”. Гласник Историског друштва у Новом Саду. 3: 468—471.
- Грујић, Радослав (1931). „Пећки патријарси и карловачки митрополити у 18 веку”. Гласник Историског друштва у Новом Саду. 4: 13—34, 224—240.
- Грујић, Радослав (1931). „Један папски инквизитор 15 века у Војводини”. Гласник Историског друштва у Новом Саду. 4: 437—440.
- Грујић, Радослав (1933). „Полошко-тетовска епархија и манастир Лешак” (PDF). Гласник Скопског научног друштва. 12 (1932): 33—77.
- Радослав М. Грујић, Култ Светог Саве у Карловачкој митрополији XVIII и XIX века, Богословље, 10 / 2-3, Београд, 1935, стр. 133-170.
- Грујић, Радослав (1939). „Духовни живот”. Војводина. 1. Нови Сад: Историско друштво. стр. 330—414.
- Грујић, Радослав (2008) [1940-1941]. „Духовни живот”. Војводина. 2. Нови Сад: Прометеј. стр. 367—416.

Чланци у Народној енциклопедији СХС (наведени према издању на ћирилици)
- Грујић, Радослав (1926). „Антимнис”. Народна енциклопедија српско-хрватско-словеначка. 1. Загреб: Библиографски завод. стр. 63—64.
- Грујић, Радослав (1926). „Београдска епископија”. Народна енциклопедија српско-хрватско-словеначка. 1. Загреб: Библиографски завод. стр. 155—156.
- Грујић, Радослав (1926). „Бечкеречка епископија”. Народна енциклопедија српско-хрватско-словеначка. 1. Загреб: Библиографски завод. стр. 171.
- Грујић, Радослав (1926). „Босанска православна црква”. Народна енциклопедија српско-хрватско-словеначка. 1. Загреб: Библиографски завод. стр. 231—233.
- Грујић, Радослав (1926). „Бусовић Никодим”. Народна енциклопедија српско-хрватско-словеначка. 1. Загреб: Библиографски завод. стр. 296.
- Грујић, Радослав (1926). „Викар”. Народна енциклопедија српско-хрватско-словеначка. 1. Загреб: Библиографски завод. стр. 363.
- Грујић, Радослав (1926). „Витковић Димитрије”. Народна енциклопедија српско-хрватско-словеначка. 1. Загреб: Библиографски завод. стр. 382.
- Грујић, Радослав (1926). „Вретанија”. Народна енциклопедија српско-хрватско-словеначка. 1. Загреб: Библиографски завод. стр. 425.
- Грујић, Радослав (1926). „Вучковић Јован”. Народна енциклопедија српско-хрватско-словеначка. 1. Загреб: Библиографски завод. стр. 446.
- Грујић, Радослав (1926). „Горњо-карловачка епархија”. Народна енциклопедија српско-хрватско-словеначка. 1. Загреб: Библиографски завод. стр. 500.
- Грујић, Радослав (1926). „Дабарска епархија”. Народна енциклопедија српско-хрватско-словеначка. 1. Загреб: Библиографски завод. стр. 539.
- Грујић, Радослав (1926). „Дабробосанска епархија”. Народна енциклопедија српско-хрватско-словеначка. 1. Загреб: Библиографски завод. стр. 540.
- Грујић, Радослав (1926). „Дебарска епархија”. Народна енциклопедија српско-хрватско-словеначка. 1. Загреб: Библиографски завод. стр. 566.
- Грујић, Радослав (1926). „Захумска епархија”. Народна енциклопедија српско-хрватско-словеначка. 1. Загреб: Библиографски завод. стр. 797—798.
- Грујић, Радослав (1926). „Зворничка епархија”. Народна енциклопедија српско-хрватско-словеначка. 1. Загреб: Библиографски завод. стр. 806.
- Грујић, Радослав (1927). „Карловачка митрополија”. Народна енциклопедија српско-хрватско-словеначка. 2. Загреб: Библиографски завод. стр. 249—257.
- Грујић, Радослав (1927). „Крушедолска митрополија”. Народна енциклопедија српско-хрватско-словеначка. 2. Загреб: Библиографски завод. стр. 477.
- Грујић, Радослав (1927). „Марчанска епархија”. Народна енциклопедија српско-хрватско-словеначка. 2. Загреб: Библиографски завод. стр. 698—699.
- Грујић, Радослав (1927). „Монаштво и манастири код православних Срба”. Народна енциклопедија српско-хрватско-словеначка. 2. Загреб: Библиографски завод. стр. 869—877.
- Грујић, Радослав (1927). „Моравичка епархија”. Народна енциклопедија српско-хрватско-словеначка. 2. Загреб: Библиографски завод. стр. 882—883.
- Грујић, Радослав (1928). „Пакрачка епархија”. Народна енциклопедија српско-хрватско-словеначка. 3. Загреб: Библиографски завод. стр. 277.
- Грујић, Радослав (1928). „Полеанска и вардариотска епископија”. Народна енциклопедија српско-хрватско-словеначка. 3. Загреб: Библиографски завод. стр. 447.
- Грујић, Радослав (1929). „Сремско-карловачка епархија”. Народна енциклопедија српско-хрватско-словеначка. 4. Загреб: Библиографски завод. стр. 341.
- Грујић, Радослав (1929). „Темишварско-великокикиндска епархија”. Народна енциклопедија српско-хрватско-словеначка. 4. Загреб: Библиографски завод. стр. 532—533.
- Грујић, Радослав (1929). „Херцеговачко-захумска епархија”. Народна енциклопедија српско-хрватско-словеначка. 4. Загреб: Библиографски завод. стр. 792—793.
- Грујић, Радослав (1929). „Хумска епархија”. Народна енциклопедија српско-хрватско-словеначка. 4. Загреб: Библиографски завод. стр. 854.
- Грујић, Радослав (1929). „Цетињска епархија”. Народна енциклопедија српско-хрватско-словеначка. 4. Загреб: Библиографски завод. стр. 894—895.
- Грујић, Радослав (1929). „Црногорска митрополија”. Народна енциклопедија српско-хрватско-словеначка. 4. Загреб: Библиографски завод. стр. 923—924.